# Prima Divisione 2020-2021 (Emirati Arabi Uniti)
La Prima Divisione degli Emirati Arabi Uniti 2020-2021 è stata la 44ª edizione della seconda competizione nazionale per club degli Emirati Arabi Uniti. Alla competizione prenderanno parte 11 squadre, le stesse della scorsa edizione vista la cancellazione della stagione precedente causa Pandemia di COVID-19.
Il 17 aprile 2021, sia l'Al-Uruba Club che l'Emirates si sono assicurate la promozione nella UAE ADNOC Pro League 2021-2022 .

## Squadre Partecipanti
Note: Lista dei club in ordine alfabetico.
| Club              | Città             | Stadio                         | Capacità |
| ----------------- | ----------------- | ------------------------------ | -------- |
| Al Arabi          | Umm al Quwain     | Umm al Quwain Stadium          | 3,000    |
| Al-Bataeh         | Al Bataeh         | Al Bataeh Stadium              | 2,000    |
| Al-Dhaid          | Dhaid             | Al-Dhaid Stadium               | 500      |
| Al Hamriyah       | Al Hamriyah       | Al Hamriya Sports Club Stadium | 5,000    |
| Al-Taawon         | Al Jeer           | Taawon Stadium                 | 200      |
| Al-Uruba          | Qidfa             | Al Sharqi Stadium              | 3,000    |
| Dibba Al-Fujairah | Dibba Al-Fujairah | Dibba Fujairah Stadium         | 100      |
| Dibba Al Hisn     | Dibba Al-Hisn     | Dibba Al Hisn Stadium          | 700      |
| Emirates          | Ras al-Khaima     | Stadio dell'Emirates Club      | 5,200    |
| Masafi Club       | Masafi            | Masafi Stadium                 | 2,000    |
| Masfut            | Masfout           | Masfout Club Stadium           | 3,000    |

## Giocatori Stranieri
Le squadre possono registrare tutti i giocatori stranieri che vogliono, ma possono scendere in campo solo due stranieri per partita
- I nomi in grassetto indicano giocatori registrati durante la sessione di mercato di metà stagione.
- I nomi in corsivo indicano giocatori fuori squadra o che hanno lasciato il club durante la stagione, ma che hanno collezionato almeno una presenza con il club.

| Club              | Giocatore 1      | Giocatore 2        | Ex Giocatori               |
| ----------------- | ---------------- | ------------------ | -------------------------- |
| Al Arabi          | Paulo Henrique   | Vinícius Lopes     |                            |
| Al-Bataeh         | Dedê Costa       | William Owusu      | Alex                       |
| Al Hamriyah       | Luan Santos      | Faneva Andriatsima | Élton                      |
| Al-Dhaid          | Erick Kassi      | Jeffrén Suárez     | Adeílson Dionatan Machado  |
| Al-Taawon         | Gil Paraíba      | Fidélis            |                            |
| Al-Uruba          | Rodrigo          | Fatrie Sakhi       |                            |
| Dibba Al-Fujairah | Bruno Moraes     | Manuel Pucciarelli | Dudu Figueiredo            |
| Dibba Al Hisn     | Sid Ahmed Aouadj | Mailson Lima       | Ibrahim Mustapha           |
| Emirates          | Diogo Acosta     | Yaseen Al-Bakhit   | Tommy Tobar                |
| Masafi Club       | Brahima Diakite  | Marius Obekop      | Mechac Koffi               |
| Masfut            | Bruno Dybal      | Dionatan Machado   | Yacine Abed Nikola Ašćerić |

## Classifica
aggiornata al 24 aprile 2022
|  | Pos. | Squadra           | Pt | G  | V  | N | P  | GF | GS | DR  |
|  | ---- | ----------------- | -- | -- | -- | - | -- | -- | -- | --- |
|  | 1.   | Al-Uruba          | 44 | 20 | 13 | 5 | 2  | 45 | 22 | +23 |
|  | 2.   | Emirates          | 41 | 20 | 11 | 8 | 1  | 44 | 22 | +22 |
|  | 3.   | Al-Bataeh         | 38 | 20 | 11 | 5 | 4  | 29 | 22 | +7  |
|  | 4.   | Dibba Al-Fujairah | 32 | 20 | 9  | 5 | 6  | 29 | 21 | +8  |
|  | 5.   | Dibba Al Hisn     | 28 | 20 | 7  | 7 | 6  | 34 | 33 | +1  |
|  | 6.   | Al Arabi          | 28 | 20 | 7  | 7 | 6  | 28 | 34 | -6  |
|  | 7.   | Al Hamriyah       | 27 | 20 | 6  | 9 | 5  | 30 | 27 | +3  |
|  | 8.   | Al-Taawon         | 20 | 20 | 4  | 8 | 8  | 24 | 37 | -13 |
|  | 9.   | Masfut            | 18 | 20 | 5  | 3 | 12 | 26 | 32 | -6  |
|  | 10.  | Masafi Club       | 17 | 20 | 5  | 2 | 13 | 19 | 37 | -18 |
|  | 11.  | Al-Dhaid          | 6  | 20 | 1  | 3 | 16 | 14 | 35 | -21 |

Legenda:

      Promosse alla UAE ADNOC Pro League 2021-2022
Note:
Tre punti a vittoria, uno a pareggio, zero a sconfitta.
Fonte: Soccerway

## Classifica marcatori
Al 24 aprile 2021
| Posizione | Giocatore           | Club              | Goal |
| --------- | ------------------- | ----------------- | ---- |
| 1         | Diogo Acosta        | Emirates          | 20   |
| 2         | Victor Nwaneri      | Al Urooba         | 15   |
| 3         | Dedê Costa          | Al Bataeh         | 11   |
| 3         | Mohammed Al-Marbuii | Dibba Al Hisn     | 11   |
| 4         | Bruno Moraes        | Dibba Al Fujairah | 10   |
| 5         | Fatrie Sakhi        | Al Urooba         | 9    |
| 5         | Saied Obaid         | Al Urooba         | 9    |